# Râul Paltin, Neamț
Râul Paltin este un curs de apă, afluent al râului Neamț (Ozana). 